# Jan Osiński

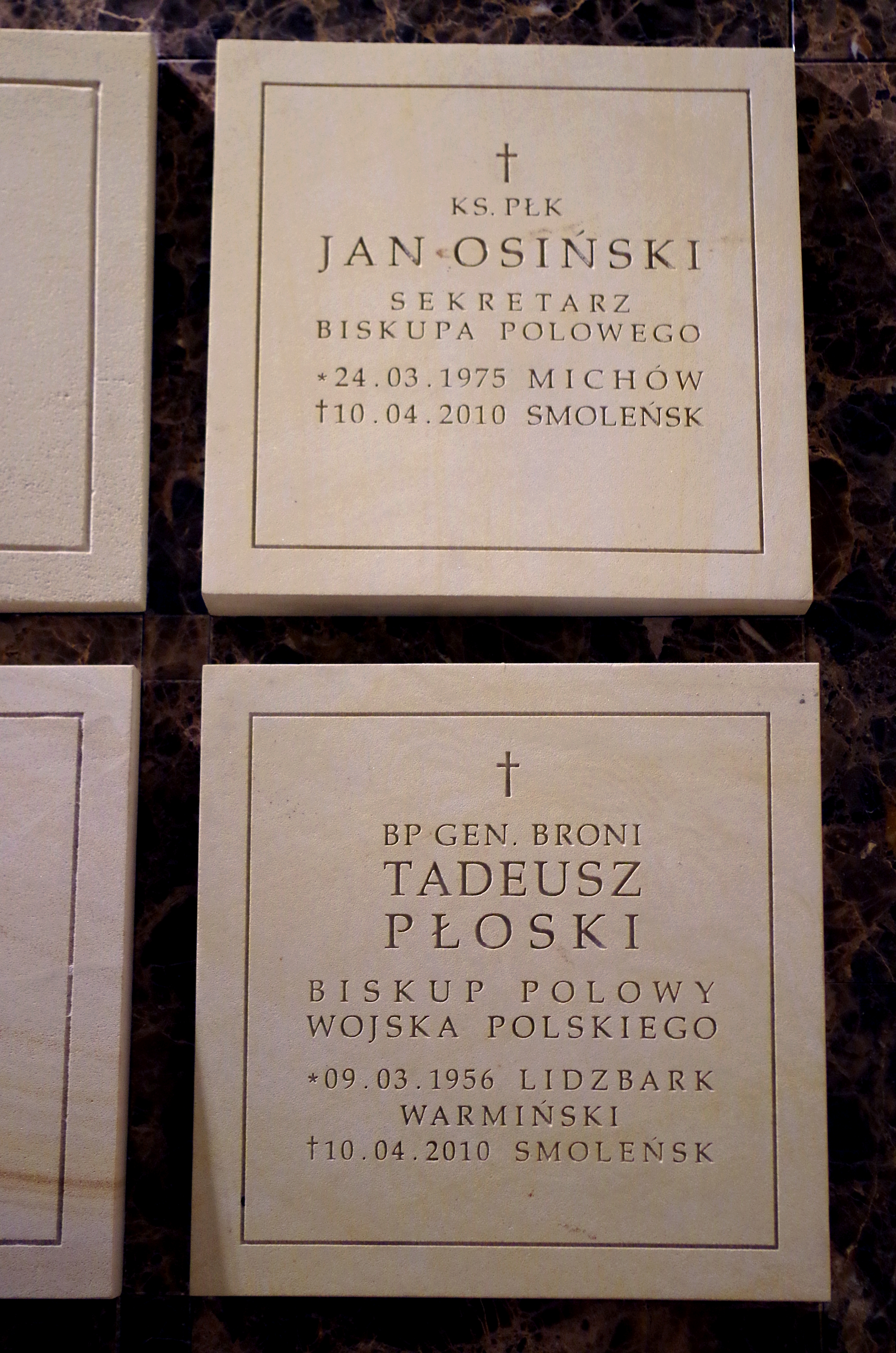
Grób ks. płk. Jana Osińskiego i bpa Tadeusza Płoskiego w katedrze polowej Wojska Polskiego w Warszawie

Jan Kazimierz Osiński (ur. 24 marca 1975 w Michowie, zm. 10 kwietnia 2010 w Smoleńsku) − polski duchowny rzymskokatolicki, podpułkownik Wojska Polskiego, sekretarz biskupa polowego Wojska Polskiego w latach 2004–2010, wicekanclerz Kurii Polowej w latach 2007–2010; pośmiertnie awansowany do stopnia pułkownika (2010).

## Życiorys
Urodził się 24 marca 1975 w Michowie w rodzinie Henryka i Stanisławy z domu Rączka. Uczęszczał do liceum ogólnokształcącego w Michowie. W sierpniu 1994 został studentem na Wydziale Elektroniki Wojskowej Akademii Technicznej. W 1995 wstąpił do Wyższego Seminarium Duchownego Świętego Jana Chrzciciela w Warszawie z zamiarem zostania kapłanem Ordynariatu Polowego Wojska Polskiego.
Święcenia kapłańskie przyjął z rąk biskupa polowego Sławoja Leszka Głódzia 27 maja 2001. Pierwszą placówką ks. Osińskiego była parafia wojskowa w Dęblinie. W 2003 mianowany został na stopień porucznika. Rok później został wikariuszem parafii przy katedrze polowej NMP Królowej Polski w Warszawie. Wtedy też został sekretarzem biskupa polowego. Mianowano go na stopień kapitana.
15 listopada 2004 został osobistym sekretarzem biskupa polowego Tadeusza Płoskiego. W tym też roku został korespondentem Ordynariatu Polowego WP dla Radia Watykańskiego. W listopadzie 2005 mianowany został kapelanem Wojskowego Wymiaru Sprawiedliwości. W tym samym roku awansował do stopnia majora, zaś w 2006 do stopnia podpułkownika.
W 2007 powierzono mu urzędy: wicekanclerza Kurii Polowej Wojska Polskiego i kapelana 1. Bazy Lotniczej w Warszawie, naczelnego kapelana Straży Ochrony Kolei oraz kapelana Komendy Głównej Straży Ochrony Kolei w Warszawie. W 2008 ukończył studia na Wydziale Prawa Kanonicznego w Uniwersytecie Kardynała Stefana Wyszyńskiego w Warszawie (tytuł magistra – licencjata w zakresie prawa kanonicznego) i rozpoczął studia doktoranckie na Wydziale Prawa i Administracji tej samej uczelni.
W 2009 powołany został na urząd zastępcy sekretarza generalnego Synodu Ordynariatu Polowego w Polsce. Zginął 10 kwietnia 2010 w wyniku katastrofy polskiego samolotu Tu-154M w Smoleńsku w drodze na obchody 70. rocznicy zbrodni katyńskiej. Pochowany 19 kwietnia 2010 w katedrze polowej Wojska Polskiego w Warszawie. 13 kwietnia 2010 został pośmiertnie awansowany przez Ministra Obrony Narodowej na stopień pułkownika.

## Ordery i odznaczenia
- Krzyż Kawalerski Orderu Odrodzenia Polski (2010, pośmiertnie)[10]
- Lotniczy Krzyż Zasługi (2009)[11]
- Srebrny Medal „Za zasługi dla obronności kraju” (2010)[3]
- Brązowy Medal „Siły Zbrojne w Służbie Ojczyzny” (2008)[3]
- Brązowy Medal „Za zasługi dla obronności kraju” (2005)[3]
- Tytuł "Zasłużony dla Miasta Warszawy" (2010, pośmiertnie)[12].

## Upamiętnienie
3 października 2010 w kościele w rodzinnym Michowie odsłonięto tablicę pamiątkową poświęconą Janowi Osińskiemu, a 10 kwietnia 2011 upamiętniono go, wraz z bp. Tadeuszem Płoskim, na tablicy pamiątkowej odsłoniętej w kościele parafii wojskowej św. Augustyna w Złocieńcu. W michowskim kościele postać księdza Osińskiego upamiętniono także witrażem, poświęconym 25 września 2011 roku w obecności dostojników kościelnych i państwowych.